# Alexia Paganini
Alexia Paganini (* 15. November 2001 in Greenwich, Connecticut) ist eine ehemalige schweizerisch-amerikanische Eiskunstläuferin, die im Einzellauf startete. Sie trat für die Schweiz an und repräsentierte diese bei den Olympischen Winterspielen 2018 in Pyeongchang und 2022 in Peking.

## Werdegang
Paganini wurde 2001 in den USA geboren, wohin ihre Eltern ausgewandert waren. Ihr Vater stammt aus Brusio im Kanton Graubünden, ihre Mutter ursprünglich aus den Niederlanden. Bereits 2003 begann sie mit dem Eiskunstlaufen.
Von der Saison 2013/14 bis 2016/17 gewann sie jeweils die Eastern Sectionals ihrer Alterskategorie und wurde 2013/14 und 2015/16 bei den amerikanischen Meisterschaften jeweils Zweite in ihrer Stärkeklasse. 2016 ging Paganini auch an zwei internationalen Juniorenevents für die USA an den Start: Im Frühling gewann sie den Juniorenwettbewerb der Gardena Spring Trophy und im Herbst wurde sie beim ISU Junior Grand Prix in Frankreich Sechste.
2017 trat sie auf Anraten ihres damaligen Trainers Igor Krokavec zum Schweizer Verband über. Seither trat sie bis 2021 mit einer Lizenz des Winterthurer Schlittschuh-Club an. Sie lebte weiterhin in den USA und trainierte in Hackensack in New Jersey. Im August 2017 trat sie am Slovenia Open erstmals auf Stufe Elite an und gewann den Wettbewerb gleich. Sie konnte in diesem Jahr auch die Schweizer Meisterschaften für sich entscheiden und belegte bei der Nebelhorn Trophy 2017 den 3. Rang, womit sie sich einen Olympiastartplatz für die Schweiz sicherte. Im Dezember 2017 gab der Verband bekannt, dass Paganini die Schweiz im folgenden Jahr bei den Olympischen Winterspielen vertreten werde. Sie belegte dort schliesslich den 21. Rang. Zuvor war sie bei den Europameisterschaften 7. geworden; bei den Weltmeisterschaften, die im Anschluss an die Olympischen Spiele stattfanden, wurde sie 20.

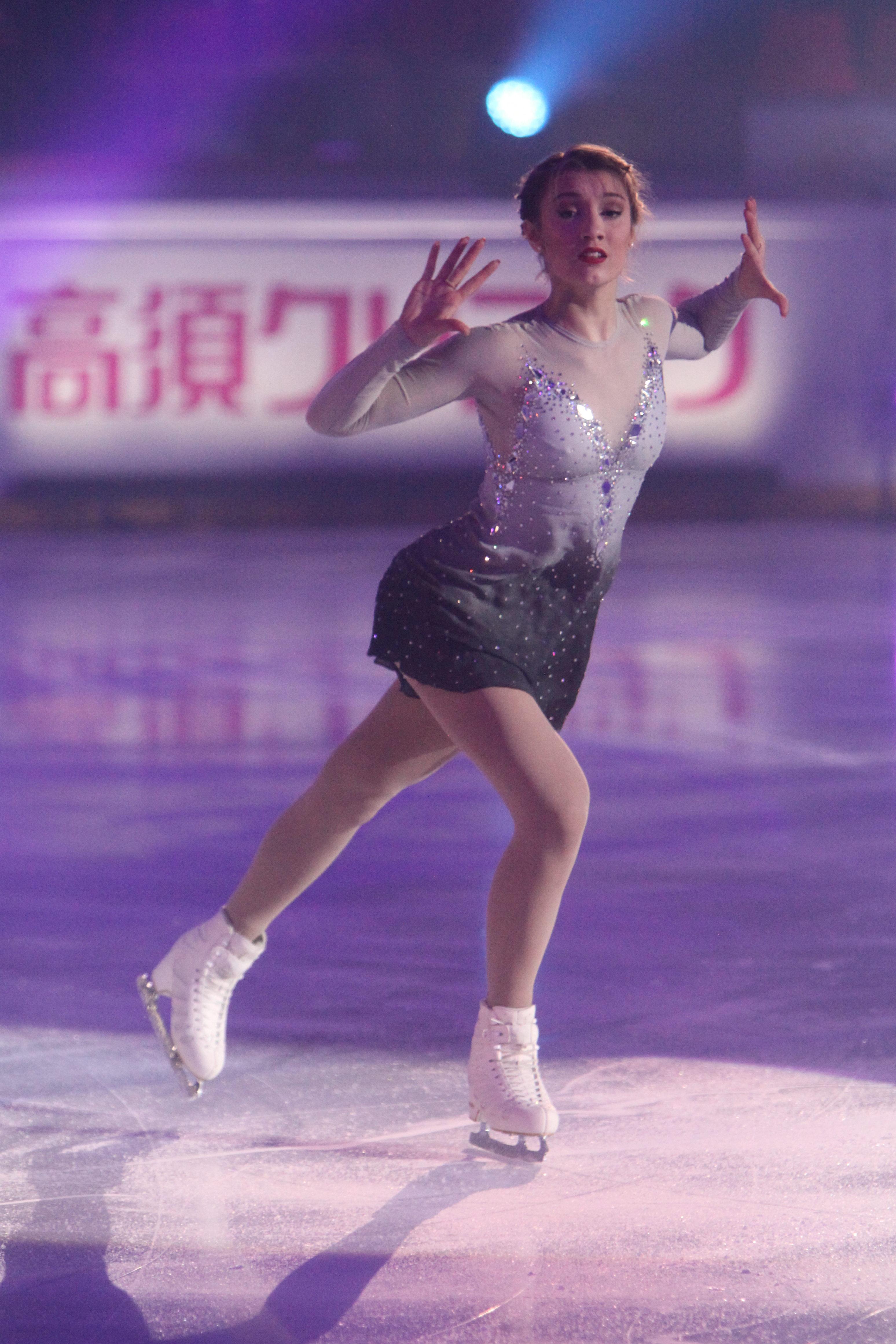
Paganini bei der Gala des Internationaux de France 2018

In der Saison 2018/19 lief Paganini mit dem Cup of Russia und dem Internationaux de France erstmals bei zwei Wettbewerben der ISU-Grand-Prix-Serie auf und gewann zum zweiten Mal die Schweizer Meisterschaften. Bei den Europameisterschaften belegte sie den 6. Rang, nach dem Pflichtprogramm hatte sie auf Rang 3 gelegen. Bei den Weltmeisterschaften qualifizierte sie sich als 33. im Kurzprogramm nicht für die Kür.
In der Saison 2019/20 holte sie sich im Dezember 2019 in Biel zum dritten Mal in Serie neben Lukas Britschgi bei den Männern den Titel bei den Schweizer Eiskunstlauf-Meisterschaften. Bei den Eiskunstlauf-Europameisterschaften 2020 belegte sie im Januar 2020 im österreichischen Graz hinter den drei Russinnen Aljona Kostornaja, Anna Schtscherbakowa und Alexandra Trussowa den vierten Rang. Die Weltmeisterschaften wurden in diesem Jahr pandemiebedingt abgesagt. 
Von Juni 2020 bis Juni 2021 wurde sie von Stéphane Lambiel in Champéry trainiert. Ursprünglich wechselte sie den Trainingsort aufgrund der Covid-19-Pandemie, in einem Interview äusserte sie jedoch den Wunsch, den Coach dauerhaft zu wechseln. Bei der Nebelhorn Trophy Ende September wurde sie Zweite hinter der Estin Eva-Lotta Kiibus, nachdem sie nach dem Kurzprogramm noch auf Rang 1 gelegen hatte.
Bei den Eiskunstlauf-Weltmeisterschaften 2021 in Stockholm belegte sie nach dem Kurzprogramm mit 57,23 Punkten den 25. Rang und schied damit ganz knapp aus, sie hatte einen vorgeschriebenen dreifachen Rittberger nur doppelt gesprungen. Im Juni gab sie bekannt, dass sie die Zusammenarbeit mit Stéphane Lambiel beende und sich neu von Gheorghe Chiper in Zürich trainieren lasse. Sie wechselte dabei auch vom Winterthurer Schlittschuh-Club zum Eissport-Club Zürich-Oerlikon. Bei der Nebelhorn Trophy im September sicherte sich Paganini mit einem vierten Schlussrang die Qualifikation für die Olympischen Spiele 2022. Nach dem Kurzprogramm hatte sie noch auf Rang 2 gelegen. Ende November wurde sie in Luzern zum vierten Mal in Folge Schweizer Meisterin, nachdem der Wettbewerb im Jahr zuvor ausgefallen war. Bei den Olympischen Winterspielen in Peking wurde Paganini 22., nachdem sie nach dem Kurzprogramm auf Rang 19 gelegen hatte. Bei den Weltmeisterschaften einen Monat später in Montpellier lag sie nach dem Kurzprogramm auf dem aussichtsreichen 13. Platz, fiel dann aber nach einer durchzogenen Kür noch auf Platz 19 zurück. Es war dennoch ihre bislang beste Platzierung an einer Weltmeisterschaft.
Im September 2022 gab sie ihre Trainingsbasis in Zürich auf und wechselte nach Oberstdorf zu Trainer Michael Huth. Neu lief sie für den Internationalen Schlittschuhclub St. Moritz. In der Saison 2022/23 nahm Paganini nur an wenigen Wettkämpfen teil, da sie wegen einer Gürtelrosen-Erkrankung mehrere Wochen pausieren musste und schliesslich die Saison abbrach. Sie nahm weder an den Schweizer Meisterschaften noch an den Europa- und Weltmeisterschaften teil.
Im Dezember 2023 nahm sie an den Schweizer Meisterschaften 2024 teil und belegte den 4. Rang. 2024 nahm sie an keinen internationalen Wettkämpfen teil. Am 21. Oktober 2024 verkündete sie ihren Rücktritt vom Spitzensport.

## Ergebnisse
| Meisterschaft / Jahr                                     | 2018    | 2019    | 2020    | 2021    | 2022    | 2023    | 2024    |
| -------------------------------------------------------- | ------- | ------- | ------- | ------- | ------- | ------- | ------- |
| Olympische Winterspiele                                  | 21.     |         |         |         | 22.     |         |         |
| Weltmeisterschaften                                      | 20.     | 33.     | A       | 25.     | 19.     |         |         |
| Europameisterschaften                                    | 7.      | 6.      | 4.      | A       | 10.     |         |         |
| Schweizer Meisterschaften                                | 1.      | 1.      | 1.      | A       | 1.      |         | 4.      |
| Grand-Prix-Wettbewerb / Saison                           | 2017/18 | 2018/19 | 2019/20 | 2020/21 | 2021/22 | 2022/23 | 2023/24 |
| Internationaux de France                                 |         | 10.     |         | A       |         |         |         |
| Cup of Russia                                            |         | 4.      | 7.      |         |         |         |         |
| Skate Canada                                             |         |         | 9.      |         |         |         |         |
| MK John Wilson Trophy                                    |         |         |         |         |         | 9.      |         |
| Sonstiger Wettbewerb / Saison                            | 2017/18 | 2018/19 | 2019/20 | 2020/21 | 2021/22 | 2022/23 | 2023/24 |
| CS Nebelhorn Trophy                                      | 3.      |         |         | 2.      | 4.      |         | 5.      |
| CS Autumn Classic                                        |         | 8.      | 6.      |         |         |         |         |
| CS Lombardia Trophy                                      |         |         |         |         | 4.      |         |         |
| CS Finlandia Trophy                                      |         |         |         |         |         | 5.      | 14.     |
| CS Warsaw Cup                                            |         |         |         |         |         |         | 13.     |
| Slovenia Open                                            | 1.      |         |         |         |         |         |         |
| CS = ISU Challenger Series; A = ausgefallener Wettbewerb |         |         |         |         |         |         |         |